# Kościół San Giovanni Elemosinario

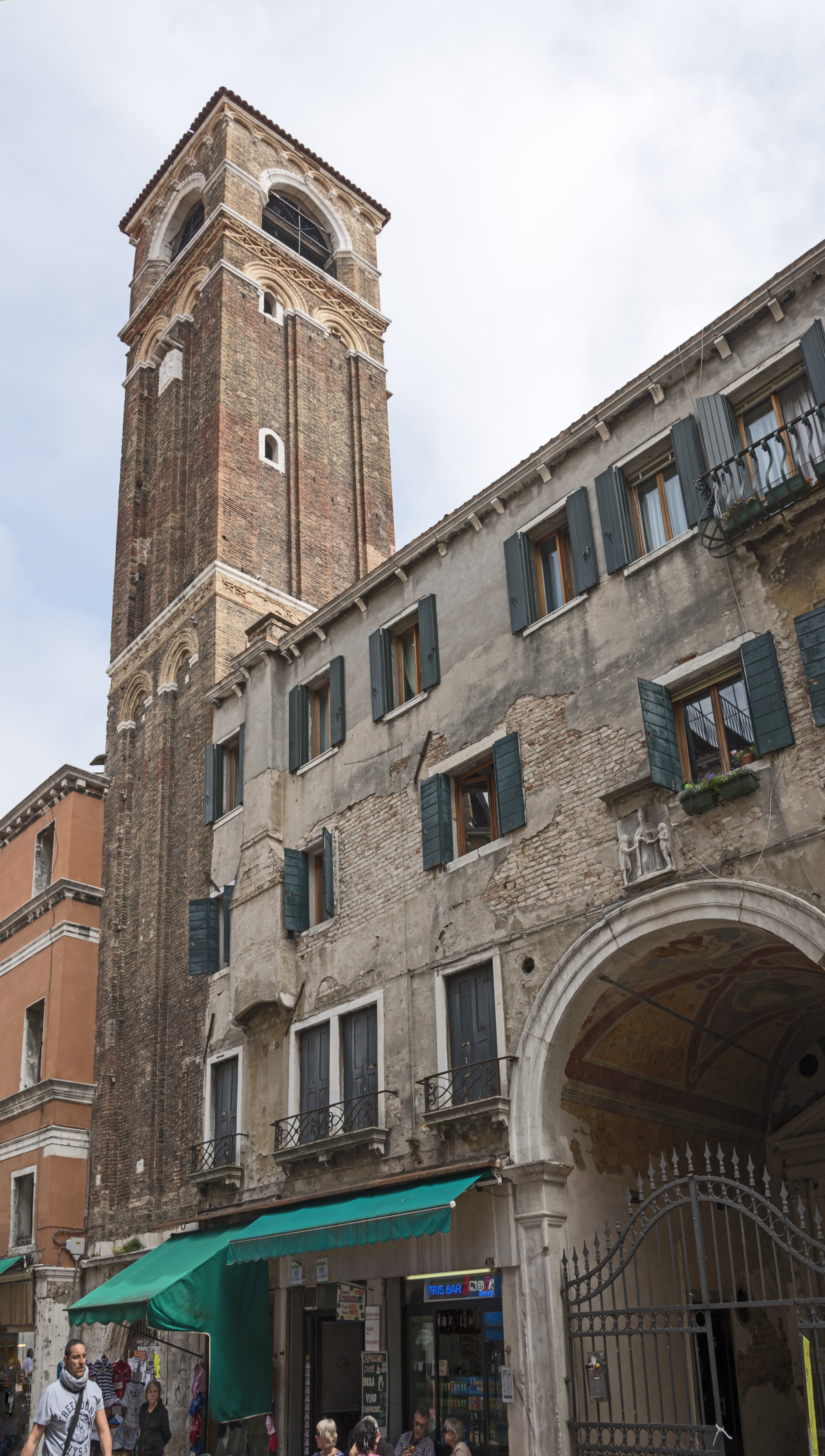
Kampanila kościoła

Kościół San Giovanni Elemosinario (wen. San Zuane de Rialto – kościół św. Jana Jałmużnika) – rzymskokatolicki kościół w Wenecji w dzielnicy (sestiere) San Polo. Administracyjnie należy do Patriarchatu Wenecji. Jest kościołem filialnym parafii San Silvestro I Papa, wchodzącej w skład dekanatu San Polo - Santa Croce - Dorsoduro.
Założony, według tradycji, w X wieku. Po raz pierwszy wymieniony w dokumencie z 1071 roku. Obecny wygląd kościoła jest efektem przebudowy w stylu renesansowym, dokonanej przez Antonia Abbondiego w latach1527–1529. W jego wnętrzu znajdują się wyjątkowe świadectwa kunsztu malarskiego dwóch wybitnych artystów z XVI wieku: Tycjana (obraz Św. Jan Jałmużnik w ołtarzu głównym) i Il Pordenone (obraz Św. Katarzyna ze św. Sebastianem i św. Rochem).

## Historia kościoła
Według tradycji kościół San Giovanni Elemosinario powstał w 966 roku i został dedykowany św. Janowi Jałmużnikowi, którego doczesne szczątki znajdują się obecnie w kościele San Giovanni Battista in Bragora. Pierwszy datowany dokument dotyczący kościoła pochodzi z roku 1051, a kościół został w nim nazwany „starożytnym”. Został przebudowany w 1167 roku i ponownie w XV wieku. Oryginalny budynek nie zachował się, ponieważ został całkowicie zniszczony przez katastrofalny pożar, który 10 stycznia 1514 roku spustoszył rejon Rialto. W następstwie tego wydarzenia odbudowa kościoła została zlecona Antoniowi Abbondiemu, który pracował również nad odbudową całego kwartału rynkowego. Kościół został odbudowany w latach 1527–1529. Jego sylwetka, przesłonięta ciągiem jednolitych, przylegających do siebie budynków mieszkalnych, stała się niemal niewidoczna od zewnątrz. Ten etap prac dobiegł końca w 1531 roku. Rządy w Wenecji sprawował wówczas doża Andrea Gritti. On to zamówił u Il Pordenone namalowanie fresków na kopule kościoła. W 1572 roku kościół został konsekrowany przez biskupa Dalmacji, Daniele Vocazia. Na początku lat 80. XX wieku kościół został zamknięty. Później go odrestaurowano i w 2002 roku ponownie otwarto.

## Historia parafii
Niejasny jest czas erygowania przy kościele parafii, jednak fakt ten musiał mieć miejsce najpóźniej w XI wieku, kiedy to w mieście określone zostały struktury administracyjne, religijne i cywilne, a w oparciu o nie – granice parafii z urzędującymi proboszczami lub kolegiami kapłanów (kapitułami). W 1391 roku, parafia San Giovanni Elemosinario została podporządkowana kapitule katedralnej San Pietro di Castello, by w 1487 roku znaleźć się pod jurysdykcją doży, potwierdzoną w roku następnym przywilejem papieża Innocentego III. W II połowie XVI wieku zwierzchnictwo nad parafią przejął patriarcha Wenecji. W następstwie dekretów napoleońskich Królestwa Włoch z 1807 roku parafia przy kościele została zniesiona, a sam kościół znalazł się w 1808 roku w obrębie parafii San Silvestro I Papa zyskując status kościoła filialnego.

## Architektura
Kościół San Giovanni Elemosinaro jest położony przy zaułku Ruga Rialto. Wejście do niego znajduje się od strony kanału. Jest wykwintnym przykładem architektury renesansowej. Został całkowicie wtopiony w gęstą zabudowę, tak, że jego sylwetka jest trudna do wyodrębnienia. Takie rozwiązanie mogło mieć dwojakie uzasadnienie: z jednej strony podyktowane było dążeniem do zachowania jednolitości zabudowy całego kwartału, a z drugiej – potrzebą duchowieństwa posiadania własnych nieruchomości w pobliżu kościoła, które można by wynająć jako obiekty handlowe. Podobnie jak w przypadku kościoła San Salvador czy zwłaszcza bazyliki św. Marka przy budowie kościoła posłużono się schematem świątyń bizantyńskich. Kopuła na planie kwadratu wspiera się na pendentywach, a te z kolei – na 4 filarach.

### Kampanila
Pierwotna kampanila zawaliła się w 1071 roku i ponownie w 1361. Została przebudowana w latach 1398–1410, a następnie przez Abbondiego w ramach przebudowy w latach 1527-29. Pierwotnie była zwieńczona kopułą z czterema pinaklami, obecnie przykrywa ją dach czterospadowy, wykonany z esówek. Ma 41 m wysokości. Znajdujące się w niej dzwony uruchamiane są ręcznie.

## Wnętrze
Wnętrze zbudowane na planie krzyża greckiego przykryte jest sklepieniem kolebkowym. W centrum znajduje się kopuła.

### Prezbiterium
Prezbiterium jest podniesione o pięć stopni schodów w stosunku do pozostałej części kościoła, stwarzając w ten sposób większą wysokość dla krypty, do której prowadzą schody, umieszczone wewnątrz ołtarza. Po bokach prezbiterium znajdują się dwie kaplice.

#### Kaplica z prawej strony prezbiterium
W kaplicy z prawej strony ołtarza zwraca uwagę obraz Św. Katarzyna ze św. Sebastianem i św. Rochem pędzla Il Pordenone. Na ścianie kaplicy znajduje się Męczeństwo św. Katarzyny Palmy Młodszego (1595), a w lunecie – Św. Roch uzdrawiający zadżumionych, pędzla tego samego artysty (1590).

#### Kaplica z lewej strony prezbiterium
W kaplicy z lewej strony prezbiterium znajduje się Pietà, marmurowa rzeźba z XV wieku. Po obu jej stronach stoją niewielkie posągi: Św. Jan Jałmużnik (po prawej) i Św. Franciszek z Asyżu (po lewej). Na ścianie znajduje się kolejny obraz Palmy Młodszego, Herakliusz niosący krzyż do Jerozolimy (1590).

#### Ołtarz główny

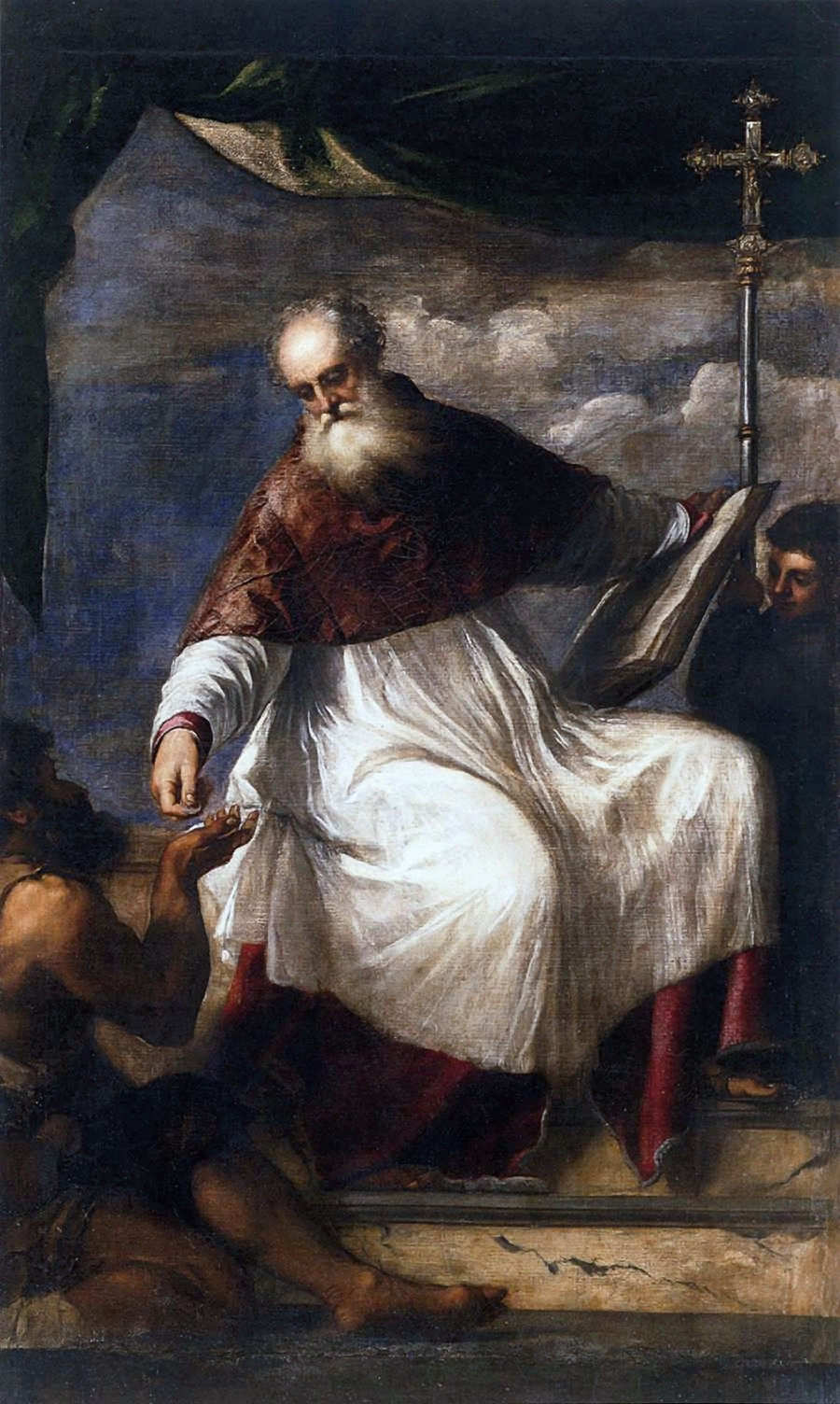
Tycjan, obraz Św. Jan Jałmużnik (1545–1550)

Ołtarz główny został zbudowany w 1633 roku i poświęcony Castelettim - cechowi urzędników loterii. W ołtarzu znajduje się obraz Tycjana Św. Jan Jałmużnik. Według tradycji, przypisywanej Vasariemu powstanie obu obrazów, Św. Jan Jałmużnik i Św. Katarzyna ze św. Sebastianem i św. Rochem, było wynikiem swoistej rywalizacji obu ich twórców; po ukończeniu obrazu w ołtarzu głównym Tycjan wyjechał do Bolonii, a podczas jego nieobecności pewien wenecki szlachcic zlecił Il Pordenone namalowanie obrazu do kaplicy, aby publicznie porównać umiejętności obu artystów. Podobno po powrocie do Wenecji Tycjan był głęboko poirytowany, widząc dzieło Pordenone zestawione ze swoim własnym. W rzeczywistości, według ekspertów, sprawa mogła wyglądać wręcz odwrotnie, jako że obraz Il Pordenone pochodzi z lat 1530–1535, podczas gdy płótno Tycjana – z lat 1545–1550. Obraz został zwrócony kościołowi przez Gallerie dell’Accademia po jego odrestaurowaniu w latach 1989–1990, w wyniku którego usunięto przemalowania i werniks z XIX i XX wieku. W lunecie nad ołtarzem znajduje się płótno Leonarda Corony Zmartwychwstanie Chrystusa. Na ścianie po prawej stronie ołtarza widnieje Ukrzyżowanie Chrystusa, a w lunecie nad nim – Mojżesz wyprowadzający wodę ze skały, oba pędzla Leonarda Corony. Na ścianie lewej znajduje się Obmycie nóg Antonia Vassilacchiego, a w lunecie nad nim – Modlitwa w Ogrójcu Leonarda Corony.

### Korpus nawowy

#### Sklepienie kopuły
Podczas restauracji w 1993 roku odsłonięto freski Il Pordenone. W centrum kopuły znajduje się rzeźba Ojciec przedwieczny błogosławiący, dzieło nieznanego artysty weneckiego. Sklepienie zdobi fresk Aniołowie w chwale, tańczący na obłokach, bęben – fresk Doktorzy kościoła oraz herb zleceniodawcy, doży Andrei Grittiego, zaś pendentywy – Ewangeliści (1531).

#### Prawa strona nawy
Na ścianie w prawym transepcie znajduje się dużych rozmiarów obraz Zesłanie manny, na ścianie tylnej – Św. Andrzej podniesiony na krzyżu, a w lunecie powyżej – Inwestytura św. Mikołaja z Bari, wszystkie pędzla Leonarda Corony. W ołtarzu stoi neoklasyczna rzeźba Dziewica z puttem, dłuta Luigiego Zandomeneghiego (1834).

#### Lewa strona nawy
Na ścianie w lewym transepcie, ponad portalem bocznym,  znajduje się dawny prospekt organowy: po jego prawej stronie widnieje obraz Św. Jan Jałmużnik, pośrodku – Piovan Gianmaria Carnovali błogosławiący dożę Leonarda Donà, a z lewej Św. Marek, pędzla M. Veccellia, syna Tycjana. W ołtarzu umieszczony został obraz Zaśnięcie św. Józefa, pędzla anonimowego malarza weneckiego. Flankują go obrazy Leonarda Corony: Zwiastowanie Najświętszej Maryi Pannie (z prawej strony) i Archanioł Gabriel (z lewej). Ścianę wewnętrzną fasady zdobi obraz Pokłon Trzech Króli Carla Ridolfiego (1642). W lunecie nad nim widnieje płótno Domenica Tintoretta Ojciec Przedwieczny w chwale z dożą Marinem Grimanim, dogaressą Morosiną Morosini i braćmi scuoli dei gallineri).

### Organy
Organy Nacchiniego z 1749 roku mają jeden manuał z 11 głosami. Zostały zmodernizowane pod koniec XIX wieku.